# Beutin
Beutin település Franciaországban, Pas-de-Calais megyében. Lakosainak száma 434 fő (2022. január 1.). Beutin Bréxent-Énocq, Attin és La Calotterie községekkel határos.

## Népesség
A település népességének változása:
| Lakosok száma | 476  | 475  | 478  | 466  | 459  | 453  | 446  | 439  | 434  |
|               | 2013 | 2015 | 2016 | 2017 | 2018 | 2019 | 2020 | 2021 | 2022 |